# Мови Афганістану
Афганістан — багатомовна країна, в якій дві мови — пушту та дарі — є офіційними та найбільш поширеними.
Дарі — офіційна назва різновиду перської мови, якою розмовляють в Афганістані. Її часто називають афганською перською мовою. Хоча мова досі широко відома для її носіїв як фарсі (перська: فارسی), її назву 1964 року уряд Афганістану офіційно змінив на «дарі». Протягом століть переважною мовою уряду була дарі, незважаючи на домінування в політиці пуштунів, для яких рідною мовою є пушту.
За даними «Всесвітньої книги фактів», перською дарі говорять 78% (як рідною мовою, так і другою) і вона функціонує як лінгва франка, тоді як пушту говорять 35%, узбецькою 10%, англійською 5%, туркменською 2%, урду 2%, пашаї 1%, нурістані 1%, арабською 1% і белуджі 1% (станом на 2021 рік). Дані представляють найпоширеніші мови; загальна сума становить понад 100%, оскільки в країні поширена двомовність і тому, що респондентам дозволяли вибрати більше однієї мови. Тюркські мови узбецька і туркменська, а також белуджі, пашаї, нурістані та памірі є третіми офіційними мовами в областях, де ними розмовляє більшість.
І перська, і пушту є індоєвропейськими мовами з підродини іранських мов. Іншими регіональними мовами, такими як узбецька, туркменська, белуджійська, пашайська та нурістанська, розмовляють меншини по всій країні.
До мов меншин належать: ашкуну, камката-вірі , васі-варі, трегамі і калаша-ала, памірі (шугні, мунджі, ішкашімі і вахі), брагуї, арабська, кизилбаш, аймак, пашаї, киргизька та пенджабська. Лінгвіст Гаральд Гаарманн вважає, що в Афганістані проживає понад 40 мов меншин із приблизно 200 різними діалектами.

## Огляд
Перська мова або мова дарі функціонує як лінгва франка нації та є рідною мовою кількох етнічних груп Афганістану, включаючи таджиків, хазарейців та аймаків. Пушту є рідною мовою пуштунів, панівної етнічної групи в Афганістані. Через багатонаціональний характер Афганістану багатомовність є поширеним явищем.
Точні дані про розмір і склад різних етнолінгвістичних груп недоступні, оскільки в Афганістані протягом десятиліть не проводився систематичний перепис населення. У таблиці нижче наведено основні мови, якими розмовляють в Афганістані, за даними статистичних даних:
| Мова         | 2006 (з 6226; рідна мова) | 2006 (з 6226; друга мова) | 2013 (з 9260) | 2018 (з 13 943, рідна та друга) | 2019(з 15 930, рідна та друга) |
| ------------ | ------------------------- | ------------------------- | ------------- | ------------------------------- | ------------------------------ |
| дарі         | 49%                       | 26%                       | 48%           | 77%                             | 78%                            |
| пушту        | 40%                       | 5%                        | 25%           | 48%                             | 50%                            |
| узбецька     | 9%                        | 2%                        | 9%            | 11%                             | 10%                            |
| туркменська  | 2%                        | 3%                        | 3%            | 3%                              | 2%                             |
| белуджійська | 0%                        | 0%                        | 1%            | 1%                              | 1%                             |
| пашаї        | 0%                        | 1%                        | 1%            | 1%                              | 1%                             |
| нуристанська | Н/Д                       | Н/Д                       | 1%            | 1%                              | 1%                             |
| арабська     | 0%                        | 2%                        | 1%            | 1%                              | 1%                             |
| англійська   | 0%                        | 8%                        | 5%            | 6%                              | 5%                             |
| урду         | 0%                        | 7%                        | 2%            | 3%                              | 2%                             |

Значна кількість населення в Афганістані, особливо в Кабулі, говорить і розуміє мову гіндустані завдяки популярності та впливу боллівудських фільмів і пісень у цьому регіоні.

## Мовна політика
Офіційними мовами країни є дарі та пушту, що встановлено Конституцією Афганістану 1964 року . Дарі є найпоширенішою мовою серед офіційних мов Афганістану і виступає для країни як лінгва франка. 1980 року інші регіональні мови отримали статус офіційних у регіонах, де вони є мовою більшості. Цю політику закріпили в Конституції Афганістану 2004 року, яка встановила узбецьку, туркменську, белуджську, пашаї, нурістанську та памірську мови третіми офіційними мовами в районах, де ними розмовляє більшість населення.